# Zhu (musicien)
Pour les articles homonymes, voir Zhu.
Zhu, stylisé ZHU, de son vrai nom Steven Sougmi Zhu, est un musicien de musique électronique (house music) actif depuis début 2014.

## Biographie
Son premier titre, Moves Like Ms. Jackson (2014), est publié en février 2014. C'est un mashup de plusieurs chansons d'OutKast dont Ms. Jackson (2001). D'autres pistes sont apparues sur le site de streaming de musique SoundCloud en février et mars 2014, suivi par un EP intitulé The Nightday en avril 2014. Le premier single de l'EP, Faded, est publié en mai 2014[source secondaire souhaitée].
Zhu est anonyme, demandant à n'être jugé que sur sa musique, bien que des rumeurs lui ont prêté le nom de Steven Zhu ou encore le fait qu'il s'agisse du musicien Sonny Moore (Skrillex). En février 2015, il donne cependant un entretien dans lequel il révèle que son nom est  bien Steven Zhu, qu'il a 25 ans et qu'il vit à Los Angeles après avoir grandi à San Francisco. Il y déclare également chanter sur ses titres.
Son identité visuelle est une version stylisée du drapeau américain avec un « Z ».
Il collabore avec A-Trak, DJ Snake, Skrillex, AlunaGeorge, Gallant, Vancouver Sleep Clinic[source secondaire souhaitée].

## Discographie

### Extended plays (EP)
| Titre          | Détails                                                                              | Meilleure position |
| Titre          | Détails                                                                              | AUS                |
| -------------- | ------------------------------------------------------------------------------------ | ------------------ |
| The Nightday   | - Parution : 20 avril 2014 - Label : Mind of a Genius - Formats : téléchargement, CD | 6                  |
| Genesis Series | - Parution : 6 novembre 2015 - Label : Columbia Records - Formats : téléchargement   | -                  |

| 1. | Stay Closer     | 4:32 |
| 2. | Faded           | 3:43 |
| 3. | Paradise Awaits | 3:33 |
| 4. | Superfriends    | 4:21 |
| 5. | The One         | 5:02 |
| 6. | Cocaine Model   | 4:15 |

| 1. | Automatic              | 3:51 |
| 2. | As Crazy As It Is      | 3:44 |
| 3. | Testarossa Music       | 4:27 |
| 4. | Hold Up, Wait A Minute | 4:09 |
| 5. | Modern Conversation    | 5:05 |
| 6. | Working For It         | 3:52 |

### Albums
| Titre          | Détails                                                                   |
| -------------- | ------------------------------------------------------------------------- |
| Generationwhy  | Parution : 29 juin 2016 Label : Columbia Records Formats : Web, CD, Vinyl |
| RINGOS DESERT  | Parution : 7 septembre 2018 Label : Mind of a Genius                      |
| DREAMLAND 2021 | Parution : 30 avril 2021                                                  |

### Singles
| Année | Titre | Meilleure position | Meilleure position | Meilleure position | Meilleure position | Meilleure position | Meilleure position | Album        |
| Année | Titre | AUS                | BEL                | DEN                | IRE                | NED                | UK                 | Album        |
| ----- | ----- | ------------------ | ------------------ | ------------------ | ------------------ | ------------------ | ------------------ | ------------ |
| 2014  | Faded | 3                  | 8                  | 3                  | 39                 | 87                 | 3                  | The Nightday |